# Železniční trať Lvov – Stryj – Čop
Železniční trať Lvov – Stryj – Čop (ukrajinsky Залізниця Львів – Стрий – Чоп) se nachází na území Ukrajiny a vede ze Lvova přes Stryj a Mukačevo do uzlové stanice Čop, kde nedaleko trojmezí Slovensko – Ukrajina – Maďarsko navazuje na slovenskou a maďarskou železniční síť.
Ze Lvova až po Mukačevo má široký rozchod 1520 mm, zbytek tratě je vybudován jako čtyřkolejnicová kolejová splítka v kombinaci normálního rozchodu 1435 mm a širokého rozchodu 1520 mm. Historickým důvodem zachování  normálně-rozchodního provozu byl[zdroj?] peážní provoz mezi územím Československa a Rumunskem, tranzitující přes Zakarpatskou oblast po jejím včlenění do Sovětského svazu. Po osamostatnění Ukrajiny bylo u normálně rozchodních kolejí v Mukačevu přistavěno nástupiště umožňující osobní dopravu.
Trať je součástí panevropského koridoru V. V rámci tohoto koridoru na ni navazuje trať Budapešť – Szolnok – Záhony v Maďarsku a větev Košice–Čop na Slovensko.

## Trasa

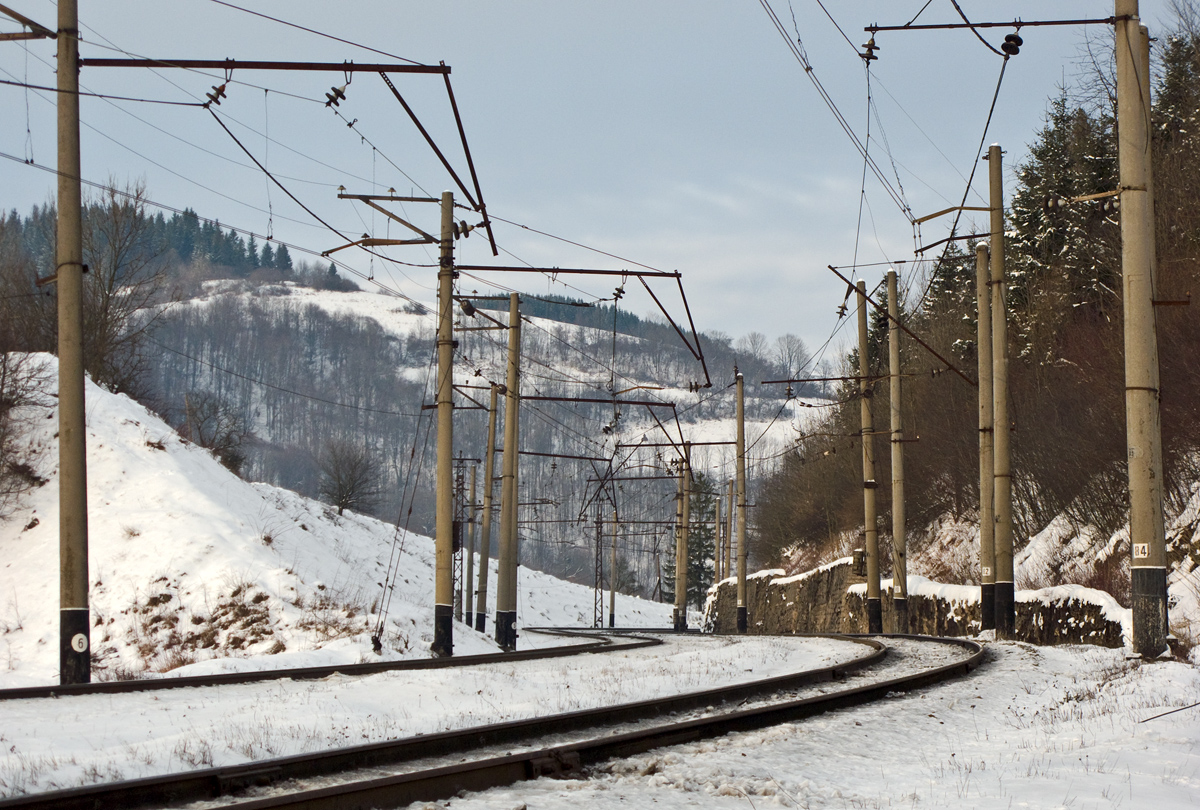
Karpatská část trati v zimě.

Trať prochází náročným terénem Karpatského oblouku. Z hlavního nádraží ve Lvově směřuje na jihozápadní stranu, k vesnici Pustomyty. Odpojují se z ní další železniční trati v rámci lvovského železničního uzlu. Vede údolím říčky Ščyrka do obce Ščyrec a odtud dále na jih. V obci Rozvadiv se přibližuje k řece Dněstr, který překonává po mostě. 
Poté vede do města Stryj, kde se přibližuje ke stejnojmenné řece. Dále trať vede na jih v blízkosti zmíněného vodního toku. U obce Nyžňa Stynava vytváří řeka hluboké údolí, ve kterém je trať vedena. Od obce Verchně Synovidne je vedena proti proudu řeky Opir. Trať často překonává řeku po mostě na několika místech. Prochází obcí Slavsko a za vesnicí Oporec prochází svým prvním tunelem (Beskydský tunel), který je veden pod horou Vysotnyj Tyn, kde překonává hranici mezi Lvovskou a Zakarpatskou oblastí. Trať dále klesá do údolí řeky Vyča a překonává tzv. Volovecké sedlo před městem Volovec.
Trať dále vede hlubokým údolím uvedené řeky zakarpatskými lesy až do města Svaljava, kde se údolí rozšiřuje. Zde se na trať napojují vlečky z místních závodů. Dále se údolí řeky rozestupuje a trať pokračuje jihozápadním směrem do druhého největšího města Zakarpatské oblasti Mukačeva, kde má jediné nádraží. Vlečkami jsou napojené na uvedenou trať rozsáhlé průmyslové zóny jižně a jihozápadně od města téměř až k hradu Palanok. Poté trať vstupuje do rovinaté krajiny Panonské nížiny a pokračuje přes obce Horonda a Barkasovo. V obci Baťovo se k ní připojuje železniční trať z Koroleva (bývalé Královo nad Tisou). Do Čopu pokračuje severozápadním směrem při státní hranici s Maďarskem. U vesnice Bakoš se od ní odpojuje železniční propojka s maďarským městem Záhony. V Čopu směřuje na hlavní nádraží.

## Historie

### Výstavba trati
O výstavbě tratě bylo rozhodnuto velmi velmi brzy jako důležitém spojení mezi Uherskem a rakouskou korunní zemí Halič. Zalitavský parlament schválil výstavbu trati na své části v roce 1865. Koncese na výstavbu byla vydána dne 22. října 1871. Následujícího roku byla 17. února 1872 založena akciová společnost K. k. priv. Erzherzog Albrecht-Bahn, která převzala výstavbu koncesované tratě. Výstavba prvního 73,5 km dlouhého úseku ze Lvova do Stryje byla z důvodu rychlého postupu prací relativně jednoduché stavby (nenacházely se zde větší terénní překážky) dokončena už 16. října 1873. Dále se předběžně nepokračovalo z důvodu nedostatku financí, když navíc navazující tratě v Uhersku nebyly dosud postaveny.
V roce 1869 byl uplatněn zákon, na základě něhož byla postavena trať na uherské straně z Čopu do Mukačeva. Tam byla po nějakou dobu ukončena.

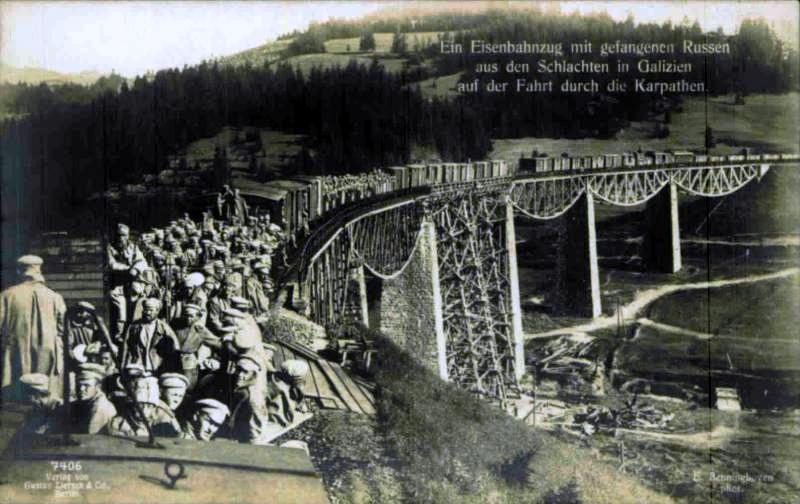
Železniční trať s ruskými zajatci v roce 1915

Úsek Stryj–Beskyd dlouhý 79,3 km s prodloužením do Mukačeva byl pod vedením Císařsko-královských státních drah budován od roku 1883 a dokončen 5. dubna 1887. Na hranici mezi Haličí a Uherskem byl přes horský hřeben Karpat pod Voloveckým sedlem proražen 1747 m dlouhý jednokolejný Beskydský tunel (ukrajinsky Бескидський тунель). Celá trať měla normální rozchod 1435 mm. Roku 1891 převzaly provoz definitivně Císařsko-královské státní dráhy.
V rámci Zalitavska se jednalo o jednu z hlavních tratí.

### Trať po první světové válce
Po skončení první světové války spadla převážná část tratě (úsek Lvov–Beskyd) pod polskou správu, přičemž provoz zajišťovaly PKP. Zbývající, bývalá uherská část připadla pod správu Republiky Československé a provoz zajistily Československé státní dráhy. Československo trať do své správy převzalo v květnu 1919. Provoz byl obnoven v říjnu téhož roku. Prodleva byla způsobena opravami válečných škod. Poválečná vyjednávání o tvorbě nových hranic byla ovlivněna i trasováním této trati. Rumunsko si nárokovalo (nakonec neúspěšně) území až po Čop, nicméně padlo rozhodnutí toto připojit Československu.
Když roku 1938 byla jižní část Podkarpatské Rusi v důsledku první vídeňské arbitráže obsazena horthyovským Maďarským královstvím, došlo k odtržení úseku mezi hranicí s Polskem a Kolčinem od ostatní železniční sítě a k zastavení provozu na tomto úseku. ČSD musely také předat Maďarsku podstatnou část lokomotiv. V únoru 1939 bylo smlouvou mezi ČSR a Maďarskem povoleno používání trati do Čopu jako trati peážní. Po obsazení celé Podkarpatské Rusi Maďary zajišťovaly provoz na československých tratích Maďarské železnice.

### Po druhé světové válce
Když Sovětský svaz v rámci invaze do Polska obsadil v roce 1939 východní část Polska, připadla i polská část tratě do majetku Sovětských železnic (SŽD), které okamžitě začaly s přestavbou jednotlivých úseků na široký rozchod 1520 mm. Tyto přestavby však byly po obsazení Německem v roce 1941 vráceny zpět a tratě podřízeny říšským Ostbahn (dceřiná společnost Deutsche Reichsbahn).
Při ústupu maďarských vojsk před Rudou armádou byl poškozen a zneprůjezdněn Beskydský tunel v blízkosti Voloveckého sedla.
Po připojení Podkarpatské Rusi k Ukrajinské SSR Sovětským svazem roku 1945 na základě referenda pod dohledem sovětských vojsk a anexe východní části Polska Sovětským svazem odpadly hraniční kontroly v Karpatech a pod kontrolou Sovětských železnic (SŽD) byla trať včetně ostatních tratí přestavěna na široký rozchod kolejí 1520 mm. V roce 1954 byla také zahájena elektrizace trati, a to nejprve v úseku mezi Lavočným a Mukačevem. Důvodem pro výběr této trati byly náročné terénní podmínky, především Karpatského oblouku. Do Stryje byla elektrifikace dokočena v roce 1961. Hlavním dokumentem, který umožňoval tyto práce byl sovětský plán rozvoje národního hospodářství na léta 1959–1965, který nařizoval, že v roce 1965 mělo být 85-87 % veškerého nákladu na sovětských drahách přepravováno elektrickými  a dieselovými lokomotivami. Významná byla také finanční úspora; uhlí pro provoz nákladních lokomotiv stálo více, než elektřina potřebná pro lokomotivy elektrické. Dne 16. října 1972 byl elektrizován celý úsek až do Lvova. Cestovní rychlost se po elektrizaci zvýšila. V provozu byly sovětské a československé lokomotivy. Elektrizována byla nakonec celá trať až do Čopu.
Po rozpadu Sovětského svazu byla trať doplněna také i o normálněrozchodný úsek, díky čemuž bylo možné provozovat mezinárodní vlaky ze zemí Evropské unie až do Mukačeva. Vypravovány tak byly vlaky z Vídně, Budapešti a Nyíregyházy.

### Rekonstrukce Beskydského tunelu 2016
Původní jednokolejný Beskydský tunel, kvůli špatnému technickému stavu průjezdný jen 40 km/hod, značně omezoval průjezdnost trati.
V lednu 2016 byl proto pod Voloveckým sedlem proražen nový dvoukolejný tunel dlouhý 1822 m o vnitřní výšce 8,5 m a šířce 10,5 m. Nový tubus se dvěma kolejemi má oboustranně umožnit rychlost 70 km/h. Oba tubusy mají být spojeny třemi štolami, přičemž původní jednokolejný tubus má sloužit jako nouzová úniková cesta.

## Galerie

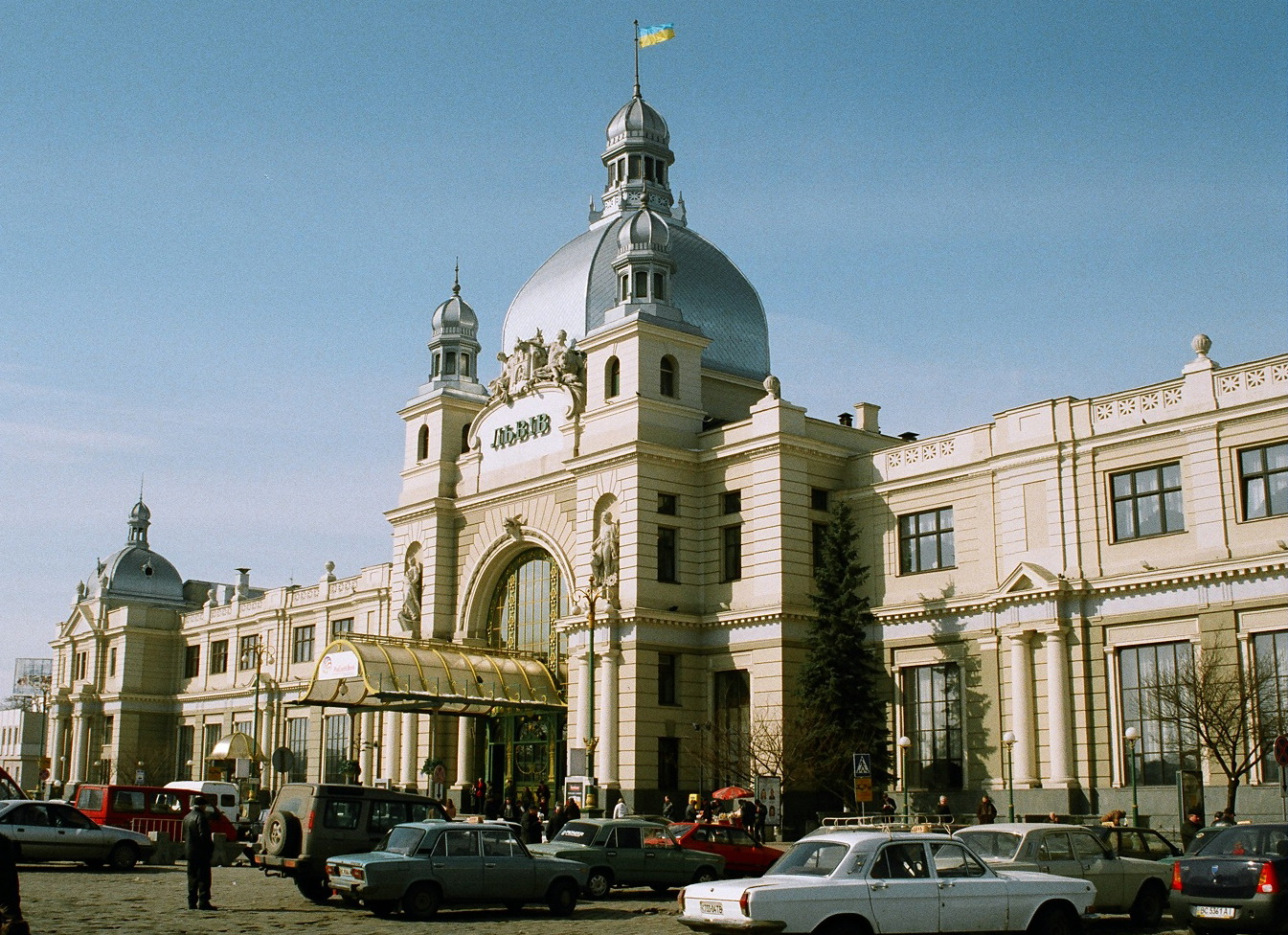
Nádraží ve Lvově
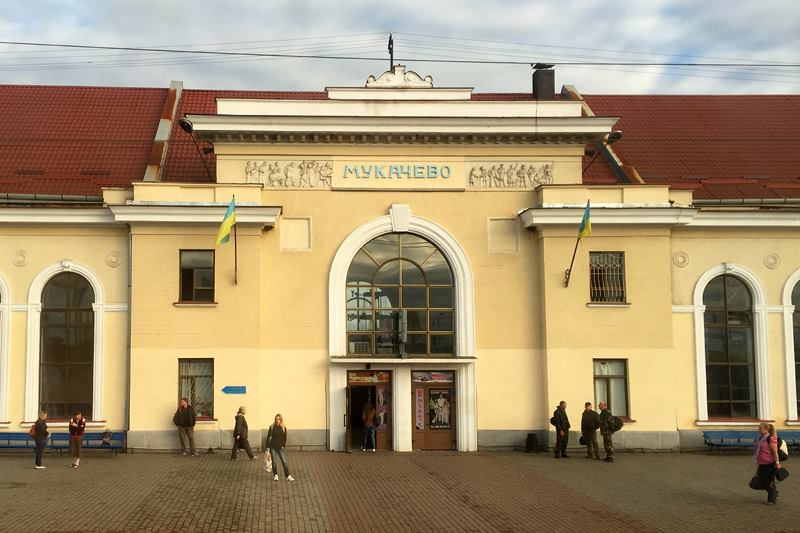
Nádraží Mukačevo
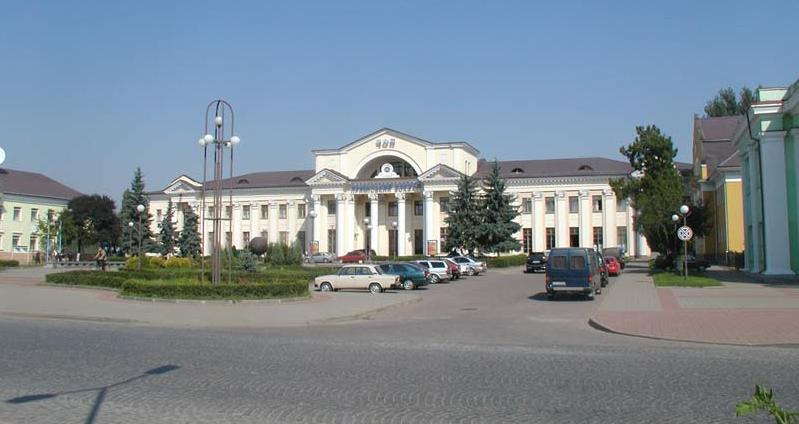
Nádraží Čop
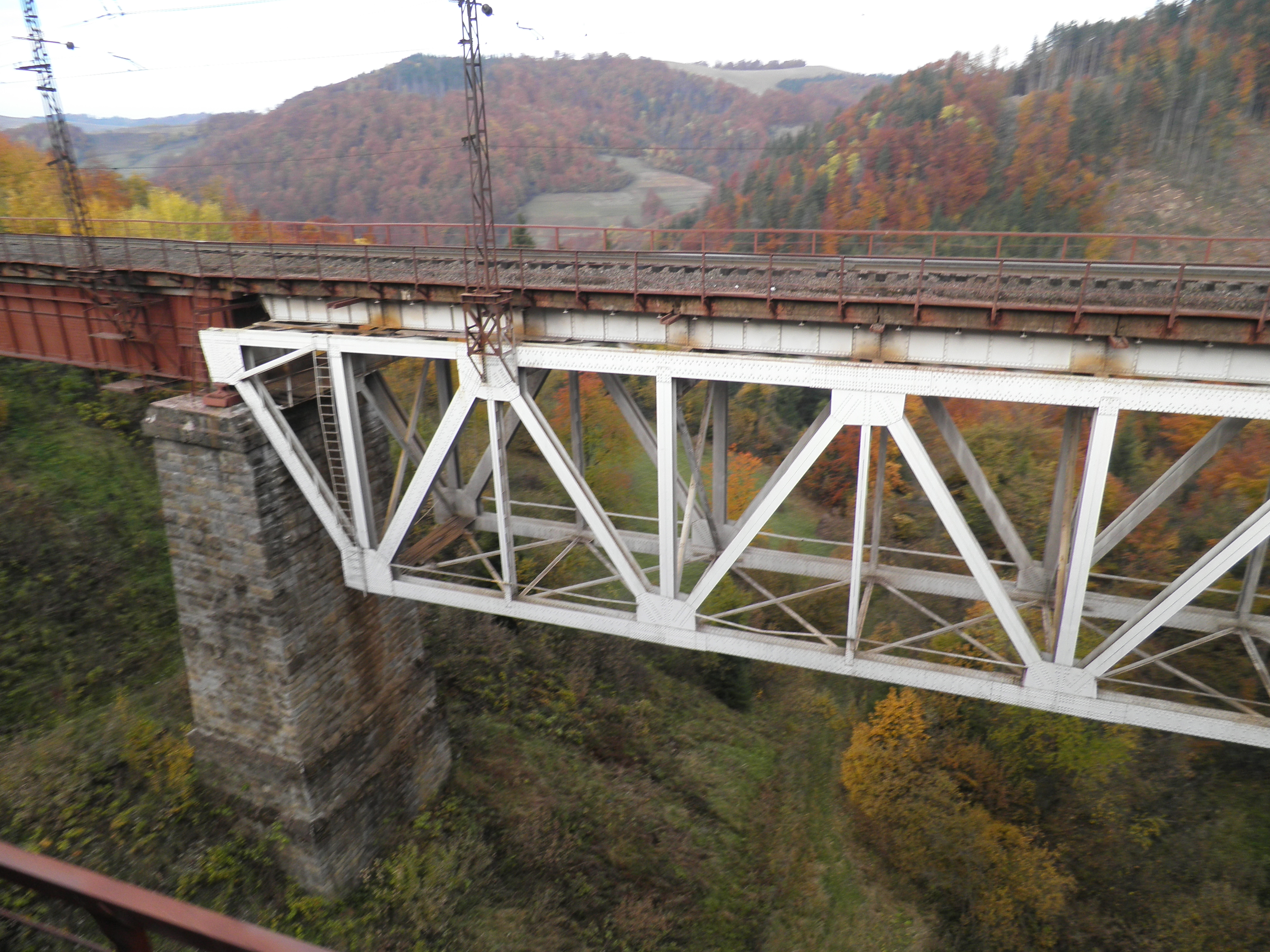
Viadukt přes Volovecké sedlo
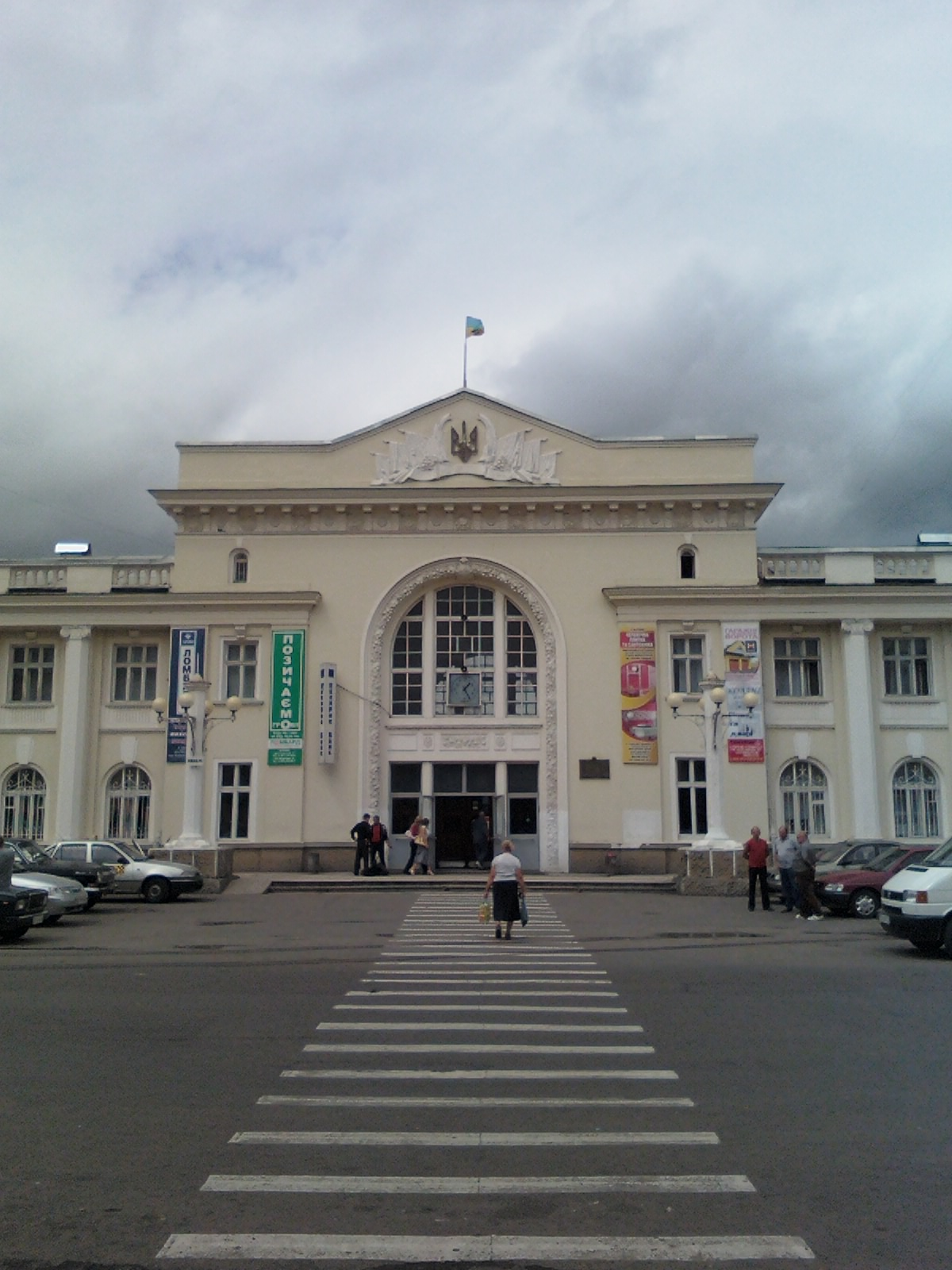
Nádraží ve Stryji